# Olympische Sommerspiele 2004/Teilnehmer (Kap Verde)
| Gelbes Symbol für Goldmedaillen mit stilisierten Olympischen Ringen | Graues Symbol für Silbermedaillen mit stilisierten Olympischen Ringen | Braundes Symbol für Bronzemedaillen mit stilisierten Olympischen Ringen |
| ------------------------------------------------------------------- | --------------------------------------------------------------------- | ----------------------------------------------------------------------- |
| —                                                                   | —                                                                     | —                                                                       |

Kap Verde nahm bei den Olympischen Spielen 2004 in der griechischen Hauptstadt Athen mit drei Sportlern, einer Frau und zwei Männern, teil.
Seit 1996 war es die dritte Teilnahme eines kapverdischen Teams bei Olympischen Sommerspielen.

## Teilnehmer nach Sportarten

### Boxen
- Flavio Furtado
Männer, Halbschwergewicht: in der 1. Runde ausgeschieden

### Leichtathletik
- António Carlos Piña
Männer, Marathon: 78. Platz (2:36:22 h)

### Rhythmische Sportgymnastik
- Wania Monteiro
Frauen, Einzel: 24. Platz